# Пелипенко, Владимир Спиридонович
Владимир Спиридонович Пелипе́нко (1916—1994) — заместитель командира 24-го отдельного штурмового стрелкового батальона по политической части 59-й армии 1-го Украинского фронта, майор. Герой Советского Союза.

## Биография
Родился 8 (21 июля) 1916 года в станице Славянская (ныне Краснодарский край).
В РККА с ноября 1937 года. Вторично призван сразу после начала Великой Отечественной войны в июне 1941 года. В боях Великой Отечественной войны с ноября 1941 года. Воевал на Южном, 1-м Белорусском и 1-м Украинском фронтах.
Отличился в боях при форсировании Вислы в районе города Краков (Польша). 19 января 1945 года под шквальным артиллерийским и миномётным огнём противника первым в батальоне вброд преодолел реку и личным примером увлёк своих бойцов в атаку. Захватив плацдарм, отразил 4 контратаки противника и удержал занимаемый рубеж до подхода подкрепления.
Указом Президиума Верховного Совета СССР от 10 апреля 1945 года за образцовое выполнение боевых заданий командования и проявленные при этом мужество и героизм майору Пелипенко Владимиру Спиридоновичу присвоено звание Героя Советского Союза с вручением ордена Ленина и медали «Золотая Звезда».
После войны продолжал службу в СА. С мая 1969 года полковник Пелипенко В. С. в запасе. Жил в городе Воронеже. В декабре 1969 года работал ассистентом кафедры научного коммунизма Воронежского государственного университета. После несколько лет был военруком в военном училище. Скончался 29 марта 1994 года. Похоронен на Коминтерновском кладбище.